# Троєщинські луки
Ландшафтний заказник місцевого значення «Троєщинські луки» створений рішенням Київради №92-9171 від 28.07.2020 р. 381,8 га.

## Загальна характеристика
Заказник включає фрагмент лівобережної заплави річки Дніпро та фрагмент правобережної заплави пригирлової частини річки Десни в межах Деснянського району м. Києва. Межі об’єкта: на півночі – північна межа міста від рогу вул. Милославської та Закревського (урочище Клунища, включаючи урочища Келійки та Верхнє Вигурівське озеро, урочище Діброва та Федорковщина на північ від озера Алмазне, а також ділянку притерасної заплави біля основи борової тераси – урочище Куричево.
Келійки це урочище, яке належало Михайлівському монастирю, близько 20 га. Сьогоднішній орієнтир — Келійки, лежать за 1,5 км на 3 від ТЕЦ-6.
Заплава в цьому районі має висоту над рівнем Дніпра 2–4 метри. Підстилаючи основу заплави сформовано алювіальними відкладеннями — замуленими пісками та торф’янистими ґрунтами. Товща мулистих ґрунтів коливається від одного до двох метрів. Абсолютні позначки висоти поверхні становлять 94–98 м. н. р. м. Рельєф плоский, слабо хвилястий, з окремими невеликими підвищеннями до 5 метрів та місцевим заболочуванням. Ландшафт заплавний, лучно-болотяний, включає фрагменти лук, листяних лісів на притерасній заплаві, а також у фрагментах меандрів пра-Десни. отсання обставина - збереження фргаменту непорушеної, реліктової заплави зумовлює велику цінність створеного ландшафтного заказника.

## Флора і рослинність
Тутешня флора та рослинність дуже багаті і різноманітні.
Піщані луки займають найбільшу площу і найвищі елементи рельєфу. Вони сформовані в основному з костриці Беккера (Festuca beckeri), куничника наземного (Calamagrostis epigeios) та кипця сизого (Koeleria glauca). Флористичне ядро формують миколайчики плоскі (Eryngium planum), гвоздика Борбаша (Dianthus borbasii), щавель горобиний (Rumex acetosella), енотера дворічна (Oenothera biennis), полин дніпровський (Artemisia campestris), очиток звичайний (Sedum maximum) та їдкий (Sedum acre), щавель кислий (Rumex thyrsiflorus) та кінський (Rumex confertus), еспарцет піщаний (Onobrychis arenaria), цмин пісковий (Helichrysum arenarium), червець багаторічний (Scleranthus perennis), псамофілієла мурова (Psammophliella muralis), пижмо (Tanacetum vulgare) та жито лісове (Secale sylvestre).
В складі таких угруповань зустрічаються козельці українські (Tragopogon ucrainicus), занесені до Європейського Червоного списку, а також такі малопоширені рослини, як заяча капуста шестирядна (Sedum sexangulare), що знаходиться тут на східній межі свого ареалу. Наявні також розріджені зарості верби гостролистої (Salix acutifolia).

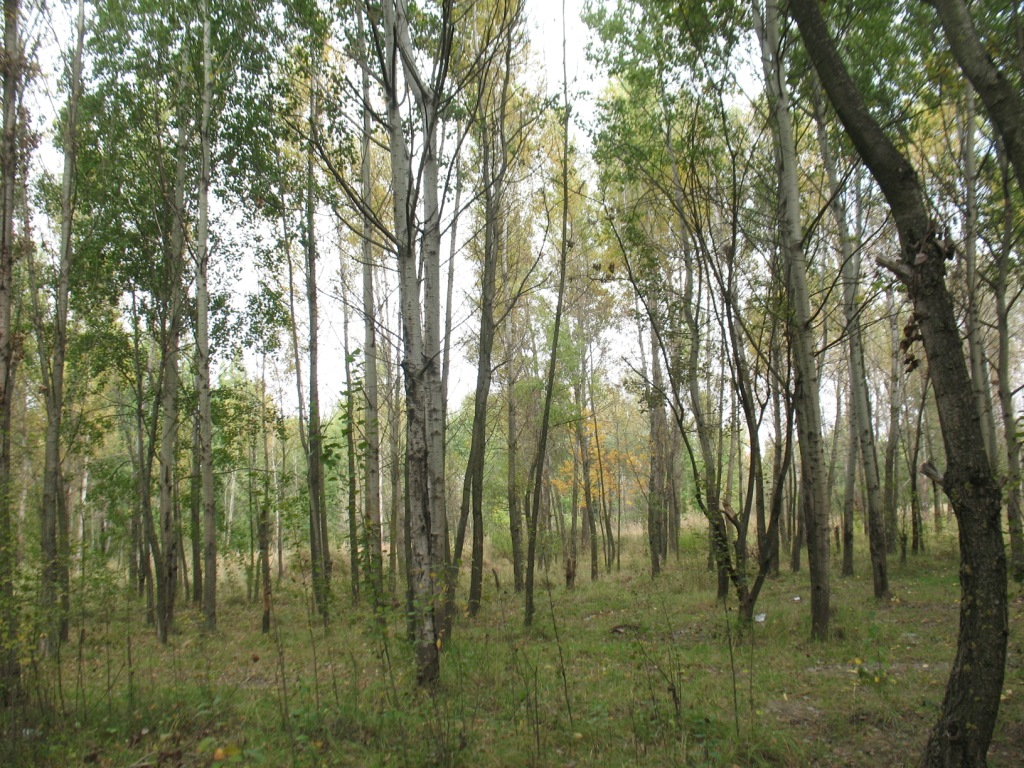
Фрагмент осикового гаю. Ландшафтний заказник місцевого значення «Троєщинські луки»

Подекуди на піщаних дюнах трапляються фрагменти угруповання булавоносця сіруватого (Corynephorus canescens).

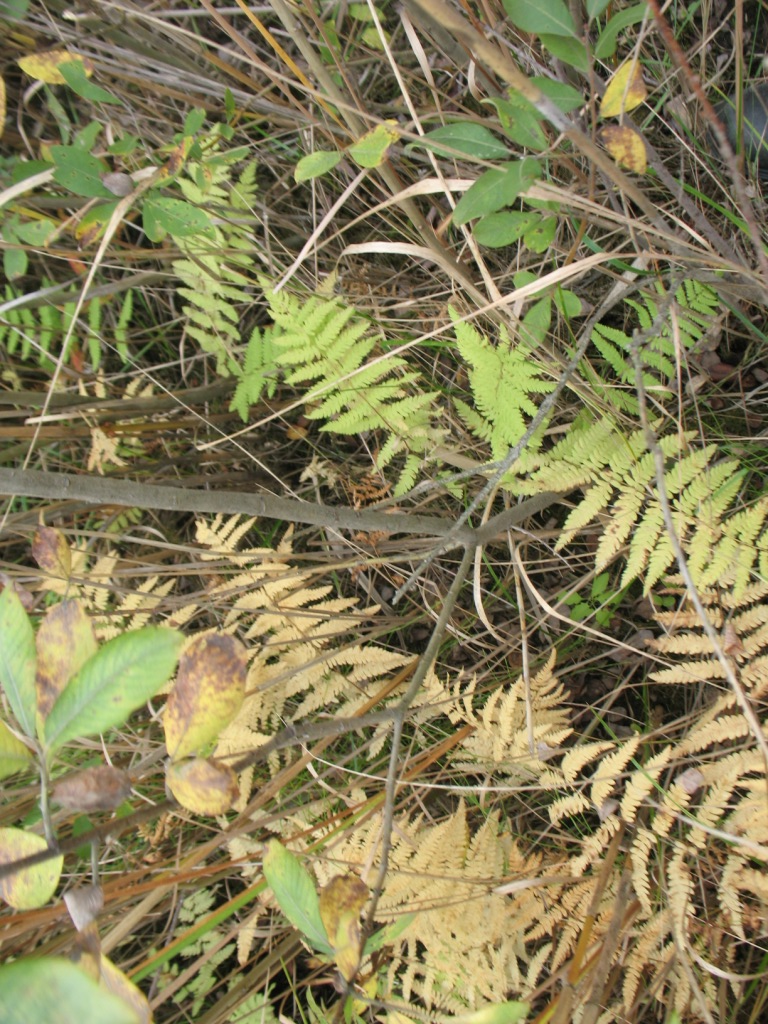
Папороть болотяна звичайна (Thelypteris palustris). Ландшафтний заказник місцевого значення «Троєщинські луки».

Біотопи псамофітних лук охороняються згідно Оселищній директиві ЄС. Зокрема, охороняються піонерна псамофітна рослинність: угруповання костриці-келерії — код 6120, угруповання булавоносця сіруватого — код 2330, остепнені луки — код 6210. Псамофітні угруповання також охороняються Додатком 1 до Резолюції №4 Бернської конвенції: євро-сибірські піонерні угруповання на карбонатних пісках — Е1.12 (відповідник біотопу 6120 Директиви ЄС), не зімкнені не середземноморські сухі кислі та нейтральні трав’яні угруповання, у тому числі континентальні трав’яні угруповання на дюнах — Е1.9, псамофітні піонерні комплекси (відповідник біотопу 2330 Директиви ЄС). Охороняється також комплекс біотопів Х35 — континентальні піщані дюни.
Піщані луки формують комплекси із справжніми та болотистими луками. Справжні луки сформувалися на нижчих вологіших супіщаних, а подекуди з шаром намулу ґрунтах. В них переважають угруповання костриці лучної (Festuca pratensis) та пирію повзучого (Elytrigia repens). На бідніших ґрунтах поширені угруповання тимофіївки лучних (Phleum pratense) та китника лучного (Alopecurus pratensis). Флористичне ядро таких лук найбагатше. Тут зустрічається велике різноманіття видів. Тут зустрічається велике різноманіття видів: смілка зозуляча (Silene flos-cuculi), волошка блакитна (Centaurea cyanus), суховершки звичайні (Prunella vulgaris), конюшина гірська (Trifolium montanum), цибуля гранчаста (Allium angulosum), золототисячник малий (Centaurium erythraea), горошок тонколистий (Vicia angustifolia), морква дика (Daucus carota), деревій звичайний (Achillea millefolium), полин гіркий (Artemisia absinthium), череда листяна (Bidens frondosa), осот польовий (Cirsium arvense), роговик (Cerastium holosteoides), молочай кипарисовий (Euphorbia cyparissas) та лозний (Euphorbia esula subsp. tommasiniana), бедринець (Pimpinella saxifraga), нечуйвітер зонтичний (Hieracium umbellatum), оман верболистий (Inula salicina), королиця звичайна (Leucanthemum vulgare), жовтий осот городній (Sonchus oleraceus), козельці великі (Tragopogon major), гвоздика армерієподібна (Dianthus armeria) та дельтоподібна (Dianthus deltoides), смілка звичайна (Silene vulgaris), мильнянка лікарська (Saponaria officinalis), зірочник ламкий (Stellaria fragilis), зірочник злакоподібний (Stellaria graminea) та зірочник п’яне сіно (Stellaria hippoctona), дзвоники скупчені (Campanula glomerata), звіробій продірявлений (Hypericum perforatum), чина лучна (Lathyrus pratensis), лядвинець рогатий (Lotus corniculatus), люцерна серпоподібна (Medicago falcata), люцерна посівна (Medicago sativa), в’язіль різнобарвний (Securigera varia), конюшина рівнинна (Trifolium campestre), альпійська (Trifolium alpestre), польова (Trifolium arvense), гібридна (Trifolium hybridum) та лучна (Trifolium pratense), горошок мишачий (Vicia cracca), тонколистий (Vicia tenuifolia) та шорсткий (Vicia hirsuta), лаватера тюрінгська (Lavathera thuringiaca), подорожник ланцетолистий (Plantago lanceolata), жовтець багатоквітковий (Ranunculus polyanthemos), рутвиця жовта (Thalictrum flavum) та блискуча (Thalictrum lucidum), перстач сріблястий (Potentilla argentea) та повзучий (Potentilla reptans), підмаренник чіпкий (Galium aparine), північний (Galium boreale) та справжній (Galium verum), авран лікарський (Gratiola officinalis), кравник звичайний (Odontites vulgaris), дзвінець малий (Rhinanthus minor), дивина чорна (Verbascum nigrum), вероніка довголиста (Veronica longifolia), холодок лікарський (Asparagus officinalis), осока шорстковолосиста (Carex hirta), метлюг звичайний (Apera spica-venti), стоколос розчепірений (Bromus squarrosus) та безостий (Bromus inermis), куничник очеретяний (Calamagrostis arundinaceae) та сіруватий (Calamagrostis canescens), грястиця збірна (Dactylis glomerata), червець багаторічний (Scleranthus perennis), мітлиця велетенська (Agrostis gigantea), тонка (Agrostis tenuis) та собача (Agrostis canina), тимофіївка степова (Phleum phleoides), стоколос житній (Bromus secalinus) та очеретянка канаркова (Phalaris canariensis).

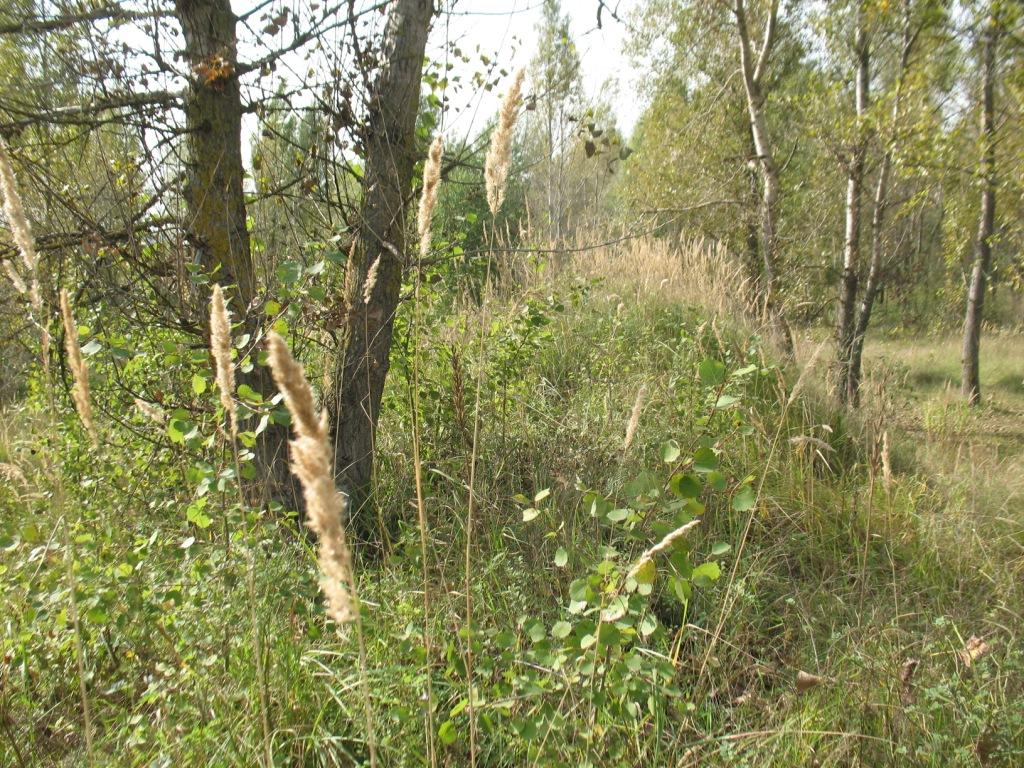
Ландшафтний заказник місцевого значення «Троєщинські луки». Піщані луки перемежовуються з ділянками лісу притерасної заплави.

В травостої також присутні такі малочисельні види, як суниці зелені (Fragaria viridis), самосил часниковий (Teucrium scordium), китятки чубаті (Polygala comosa) та очанка стиснута (Euphrasia stricta). Досить рідкісним тут є і щучник дернистий (Deschampsia cespitosa). Ці рослини слід рекомендувати до включення в список рослин, що охороняються на території м. Києва.

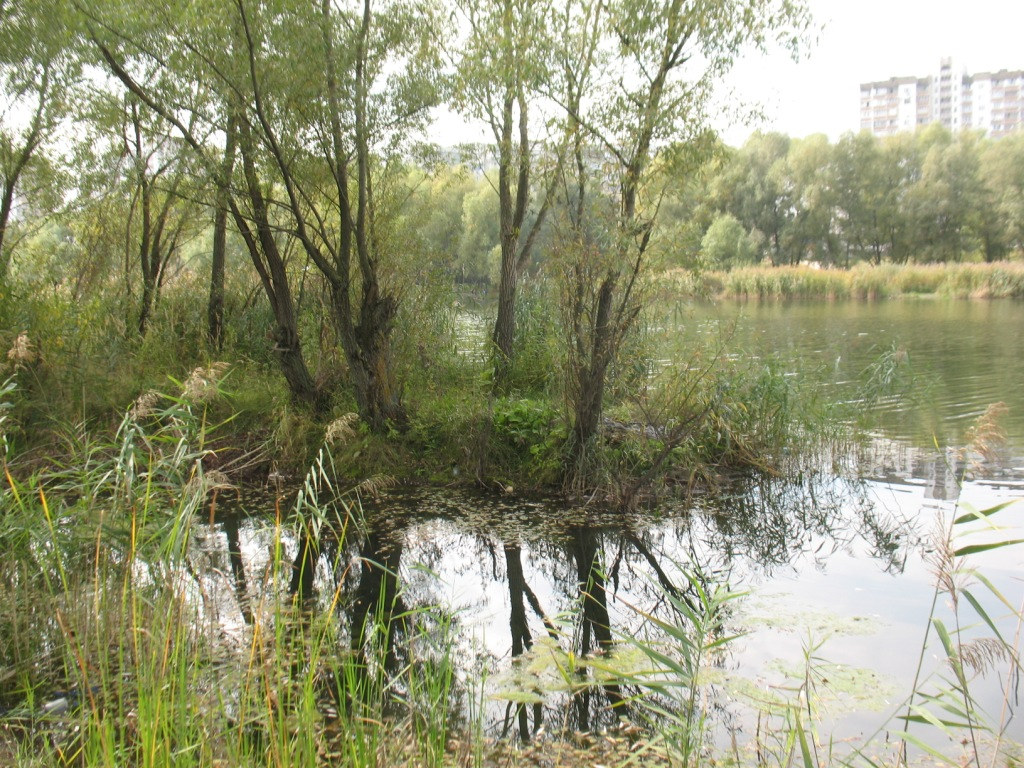
Куточок озера Вигурівське верхнє. Ландшафтний заказник місцевого значення «Троєщинські луки»

У комплексі зі справжніми луками на Трощинських луках на знижених зволожених ділянках та дліянках прилеглих до Верхнього Вигурівського озера сформувалися болотисті луки. Їх формують наступні види: осока гостра (Carex acuta), чорноколоскова (Carex melanostachya) та прибережна (Carex riparia), очеретянка звичайна (Phalaroides arundinacea), м’ята польова (Mentha arvensis), ситники жаб’ячий (Juncus bufonius), стиснутий (Juncus compressus) та відхилений (Juncus inflexus), молочай болотяний (Euphorbia palustris), сідач коноплевий (Eupatorium cannabinum), горичник болотяний (Thyselinum palustre), жовтий осот болотний (Sonchus palustris), незабудка болотяна (Myosotis scorpioides), живокіст лікарський (Symphytum officinale), водяний хрін земноводний (Rorippa amphibia), чина болотяна (Lathyrus palustris), череда трироздільна (Bidens cernua), вовконіг європейський (Lycopus europaeus) та високий (Lycopus exaltatus), дягель лікарський (Angelica archangelica), хвощ болотяний (Equisetum palustre), теліптеріс болотяний (Thelypteris palustris), м’ята довголиста (Mentha longifolia), шоломниця звичайна (Scutellaria galericulata), чистець болотяний (Stachys palustris), вербозілля звичайне (Lysimachia vulgaris), жовтець повзучий (Ranunculus repens), гадючник в’язолистий (Filipendula ulmaria) та звичайний (Filipendula vulgaris), підмаренник болотяний (Galium palustre), плакун верболистий (Lythrum salicaria) та лозний (Lythrum virgatum), алтея лікарська (Althea officinalis), зніт волосистий (Epilobium hirsutum), гірчак перцевий (Persicaria hydropiper), шорсткий (Persicaria lapathifolia) та почечуйний (Persicaria maculosa), щавель прибережний (Rumex hydrolopathum) та китник колінчастий (Alopecurus geniculatus).

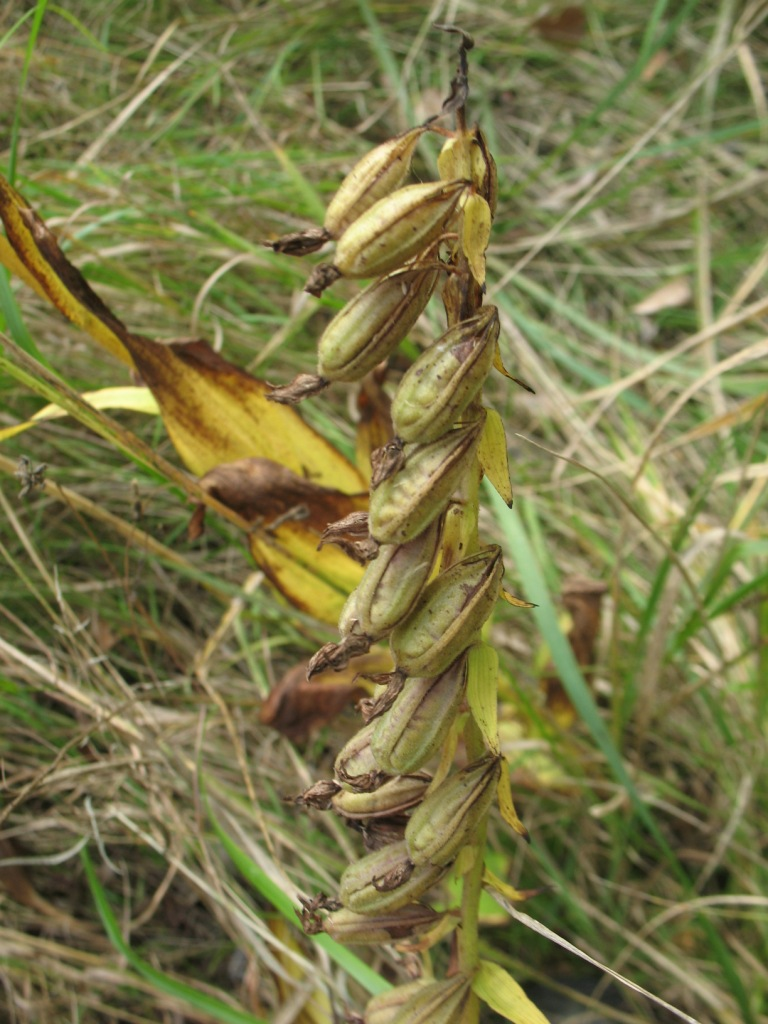
Коручка болотяна (на стадії плодоношення). Ландшафтний заказник місцевого значення «Троєщинські луки».

В районі Верхнього Вигурівського озера виявлено велику популяцію надзвичайно рідкісної в Києві орхідеї включеної до Червоної книги України (2009а) — коручки болотяної (Epipactis palustris). Тут також виявлено такі регіонально рідкісні види як валеріана лікарська (Valeriana officinalis), півники болотяні (Iris pseudacorus), що охороняються на території Києва рішенням Київради за № 880/2290 від 23.12.2004 р. .
На притерасній заплаві та по збереженим меандрам пра-Десни поширені ділянки заплавного лісу. Їх сформовано головним чином з тополі чорної (Populus nigra), білої (Populus alba) верб сірої (Salix cinerea) та білої (Salix alba). Наявні фрагменти деревостанів з вільхи (Alnus glutinosa) та осики (Populus tremula). В деревостанах поширені також клен американський (Acer negundo), в’яз (Ulmus laevis), дуб черещатий (Quercus robur), робінія (Robinia pseudoacacia), горіх волоський (Juglans regia), шовковиця біла (Morus alba) та чорна (Morus nigra), обліпиха (Hippophae rhamnoides), яблуня (Malus domestica), слива (Prunus domestica), груша (Pyrus communis), шипшина собача (Rosa canina), верба козяча (Salix caprea) та тритичинкова (Salix triandra), липа серцелиста (Tilia cordata) та сосна звичайна (Pinus sylvestris).
В чагарниковому ярусі поширені аморфа кущова (Amorpha fruticosa), калина (Viburnum opulus), свидина біла (Swida alba) та криваво-червона (Swida sanguinea), дрік фарбувальний (Genista tinctoria), зіновать руська (Chamaecytisus ruthenicus), вовчуг польовий (Ononis arvensis), крушина (Frangula alnus) та ожина сиза (Rubus caesius).
Тут зростають ліани хміль (Humulus lupulus) та дівочий виноград п'ятилисточковий (Parthenocissus inserta).

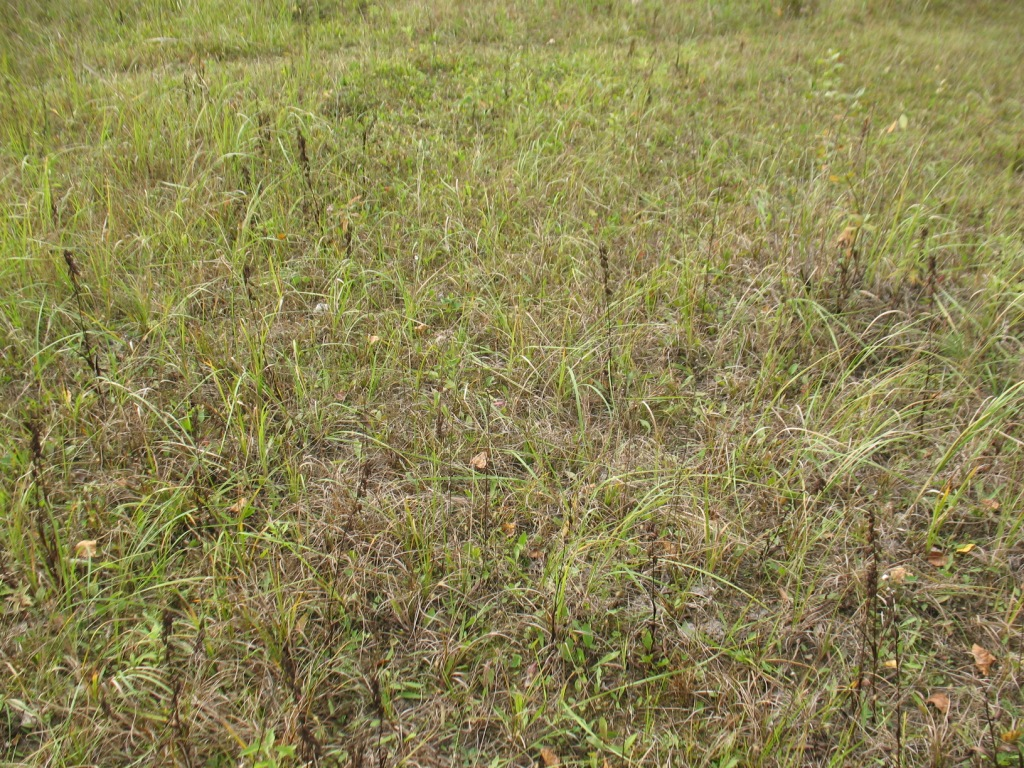
Популяція коручки болотяної (рослини з плодами). Ландшафтний заказник місцевого значення «Троєщинські луки».

В трав’янистому ярусі таких лісів зустрічаються ранник вузлуватий (Scrophularia nodosa), щитник чоловічий (Dryopteris filix-mas), астрагал солодколистий (Astragalus glycyphyllos), хвилівник звичайний (Aristolochia clematitis), хвощ польовий (Equisetum arvense), хвощ зимуючий (Equisetum hyemale), герань Роберта (Geranium robertianum), розхідник звичайний (Glechoma hederacea), парило звичайне (Agrimonia eupatoria), кропива дводомна (Urtica dioica), лопух великий (Arctium lappa), кремена несправжня (Petasites spurius), кульбаба (Taraxacum officinalis), вербозілля лучне (Lysimachia nummularia), вероніка дібровна (Veronica chamaedrys), суниці лісові (Fragaria vesca), перстач гусячий (Potentilla anserina), тонконіг стиснутий (Poa compressa) та подорожник великий (Plantago major).
У зв’язку з прогресуючою трансформацією річкових долин низка угруповань заплавних лісів Європи взята під охорону Оселищної директиви Євросоюзу. У випадку території об’єкту це:
1. Заплавні вербові ліси (Salicetum albae) разом з прирічковими заростями верб Salicetum triandro-viminalis, код угруповання 91E0-1;
2. Заплавні тополеві ліси (Populetum albae), код угруповання 91E0-2;
Біотопи заплавних лісів охороняються також Додатком 1 до Резолюції №4 Бернської конвенції. Це зокрема у випадку території об’єкту прирічкові вербові ліси – G1.11, мішані дубово-в’язово-ясенові ліси великих річок – G1.22.
Добре розвиненою є прибережно-водна рослинність, флористичне ядро якої утворюють рогіз вузьколистий (Typha angustifolia), широколистий (Typha  latifolia) та Лаксмана (Typha laxmanii), очерет звичайний (Phragmites australis), куга озерна (Schoenoplectus lacustris), стрілолист (Sagittaria sagittifolia), сусак зонтичний (Butomus umbellatus), частуха подорожникова (Alisma plantago-aquatica), ситник членистий (Juncus atriculatus), стиснутий (Juncus compressus) та розлогий (Juncus effusus), омег водяний (Oenanthe aquatica), берула пряма (Berula erecta), катаброза водяна (Catabrosia aquatica), їжача головка зринувша (Sparganium emersum), яка охороняється рішенням Київради № 880/2290 від 23.12.2004 р., лепешняк великий (Glyceria maxima) та леерсія рисоподібна (Leersia oryzoides).
Акваторію Верхнього Вигурівського озера займає водна рослинність. Основу водних угруповань формують кушир занурений (Ceratophyllum demersum), водопериця колосиста (Myriophyllum spicatum) ряски мала (Lemna minor) та трироздільна (Lemna trisulca), а також жабурник (Hydrocharis morsus-ranae).

## Тваринний світ
Вказана ділянка лівобережної заплави є цінною як місце міграції птахів та ссавців, черед яких рідкісні та зникаючі види, зокрема лось (Alces alces).

## Проблеми заказника
Забудовники не змірилися з втратою земельної ділянки в межах Києва. Станом на 2021 р. Господарським судом міста Києва розглядається справа №910/868/21 за позовом сільськогосподарського товариства з обмеженою відповідальністю «Нова Україна" до Київської міської ради про визнання недійсним рішення Київської міської ради від 28 липня 2020 року №95/9171 «Про оголошення ландшафтним заказником місцевого значення «Троєщинські луки». Забудовники намагаються довести, що земля передана заказнику була раніше виділена їм для забудови. 
Київська громада не погоджується з претензіями забудовників. 23.06.2021 р. було проведено пікет Господарського суду міста Києва, де розглядається позов забудовників проти заказника з вимогою зберегти Троєщинські луки. 
13 липня 2021 року Господарський суд міста Києва ухвалив рішення, яким  відмовив в позові забудовникам. Загрозу заказнику на якийсь час було відвернуто.  
У 2022 р. це рішення було опротестовано забудовником. У вересні 2022 р. відбулись два суди на захист київського заказника «Троєщинські луки», який рейдери-«окупанти» хочуть забудувати. Перший суд - це Господарський апеляційний, де розглядається апеляція рейдерів (суд першої інстанції Київський еколого-культурний центр  разом з юристами КМДА виграли), другий суд-Київський адміністративний, де розглядається позов рейдерів проти Земельного департамента КМДА.  